# Ray Weinberg

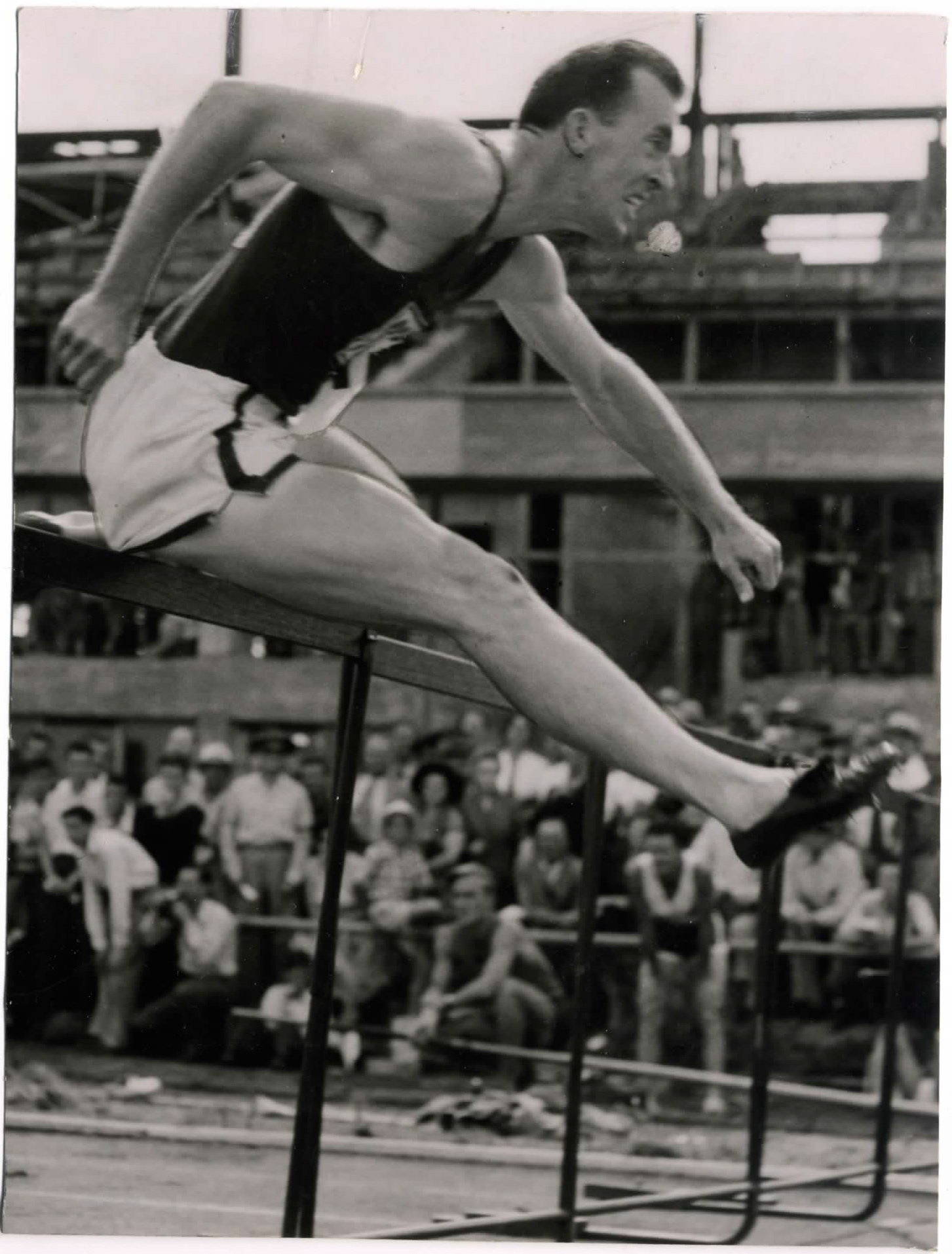
Ray Weinberg, 1948

Raymond "Ray" Henry Weinberg AM (* 23. Oktober 1926 in Alexandra; † 30. Mai 2018) war ein australischer Hürdenläufer, der sich auf die 110-Meter-Distanz spezialisiert hatte.
1948 erreichte er bei den Olympischen Spielen in London das Halbfinale, und 1950 gewann er bei den British Empire Games in Auckland über 120 Yards Hürden Silber.
Bei den Olympischen Spielen 1952 in Helsinki wurde er Sechster. Als Teil der australischen Mannschaft in der 4-mal-100- und der 4-mal-400-Meter-Staffel schied er in beiden Bewerben im Vorlauf aus.
Fünfmal wurde er Australischer Meister über 120 Yards Hürden (1948, 1950–1953) und zweimal über 220 Yards Hürden (1951, 1952). 1952 wurde er überdies Englischer Meister über 120 Yards Hürden. Seine persönliche Bestzeit in dieser Disziplin von 14,0 s stellte er am 9. Februar 1952 in Melbourne auf.
2000 wurde ihm die Australian Sports Medal verliehen und 2002 wurde er für seine Verdienste um den Sport als Verwalter, Manager und Trainer, insbesondere in der Leichtathletik, sowie als Sportler zum Member des Order of Australia ernannt.